# Jorge Ruiz Linares
Jorge Ruiz Linares (Tunja, Boyacá, Colombia, 1922) es un pintor colombiano.

## Obras
Diversos óleos y acuarelas, destacando como retratista. También ilustró varios libros.
Sus obras expuestas más importantes son:
- Retrato de Hernando Domínquez Camargo, expuesto en la Academia de Historia de Bogotá.
- Mural, en la Escuela de Bellas Artes de Bogotá (Antigua Sede).
- Retrato de Luis López de Mesa. Academia Colombiana de la Lengua, Bogotá.

## Premios
- 1932: gana un concurso infantil de dibujo organizado por el periódico Mundo al Día.
- 1938: comienza a trabajar como caricaturista en el semanario El Surco.
- 1938: gana una beca para estudiar en la Escuela de Bellas Artes de Bogotá.
- 1945: primer premio de pintura en el Salón Nacional de Artistas de Colombia. con el Retrato de Eduardo Mendoza.
- 1951 - 1971: profesor de la Escuela de Bellas Artes de la Universidad Nacional de Bogotá.
- 1963: primer premio en el Salón de Artistas Boyacenses.
- 1966: participa en por última vez en una exposición, la de Dibujos de Pintores Contemporáneos en la Galería Bogotá.